# おめで隊
おめで隊（おめでたい）とは、萩本欽一司会のバラエティー番組『ドキド欽ちゃんスピリッツ』（1986年10月 - 1987年3月、TBS）内で結成され、浅井企画からデビューした企画ユニットである。

## 概要
- 1986年10月結成。 1987年2月21日に、『悲しきエクササイズ』というシングルレコードを1枚リリースした。
- 欽ちゃんファミリーのグループで、マネージメント、企画、構成を、萩本欽一が担当した。
- 当時大人気だったアイドルグループ「少年隊」を意識したコンセプトで、自己紹介の時に、「俺、ニッキじゃなくて、いんき!　俺、ヒガシじゃなくて、おかし!　俺、カッちゃんじゃなくて、とうちゃん!　3人揃って、おめで隊！」と言っており、少年隊の各メンバーのパロディ（オマージュ）となっていた。
- グループ解散後、正木慎也は「忍者」、中村亘利は「CHA-CHA」のメンバーとして再デビューしている。

## メンバー
- 正木慎也 （通称・いんき君）（当時、少年忍者のメンバー）
- 中村亘利 （通称・とうちゃん）（当時、少年忍者のメンバー）
- 奈津あつし （通称・おかし君）
（全13人の原宿ホコ天パフォーマンス軍団「時代錯誤」の元メンバー。 彼だけジャニーズではなく、浅井企画の所属だった。 後に、本名である「佐藤あつし」に改名し、元・「CHA-CHA」の「松原桃太郎」こと、松原ひとしと共に、コントコンビ「まんもす・まんもす」として活動していた。）

## オリジナル曲
- 悲しきエクササイズ （1987年2月21日）作詞：川村真澄、作曲：椎名和夫